# Meranoplus
Meranoplus is een geslacht van mieren uit de onderfamilie van de Myrmicinae. De wetenschappelijke naam van het geslacht is voor het eerst geldig gepubliceerd in 1853 door Frederick Smith.
Dit geslacht is verspreid over het Afrotropisch, Oriëntaals en Australaziatisch gebied. In Australië komen de meeste soorten voor. Er zijn meer dan tachtig Meranoplus-soorten beschreven, maar Alan N. Andersen schat dat in Australië alleen ongeveer 400 soorten moeten voorkomen.
De soorten maken overwegend nesten in de bodem en foerageren ook op de bodem. De meeste soorten zijn omnivoor; een aantal soorten zijn uitsluitend granivoor met een dieet van plantenzaden. Ze bewegen vrij traag en wanneer sommige soorten verstoord worden doen ze alsof ze dood zijn: ze trekken hun voelsprieten en poten in en blijven roerloos liggen.

## Soorten
- M. ajax Forel, 1915
- M. angustinodis Schödl, 2007
- M. arcuatus Schödl, 2007
- M. armatus Smith, F., 1862
- M. astericus Donisthorpe, 1947
- M. aureolus Crawley, 1921
- M. barretti Santschi, 1928
- M. beatoni Taylor, 2006
- M. bellii Forel, 1902
- M. berrimah Schödl, 2007
- M. bicolor (Guérin-Méneville, 1844)
- M. biliran Schödl, 1998
- M. birmanus Schödl, 1999
- M. boltoni Schödl, 1998
- M. borneensis Schödl, 1998
- M. castaneus Smith, F., 1857
- M. clypeatus Bernard, 1953
- M. convexius Schödl, 2007
- M. crassispina Schödl, 2007
- M. cryptomys Boudinot & Fisher, 2013
- M. curvispina Forel, 1910
- M. christinae Schödl, 2007
- M. deserticola Schödl, 2007
- M. dichrous Forel, 1907
- M. digitatus Schödl, 2007
- M. dimidiatus Smith, F., 1867
- M. discalis Schödl, 2007
- M. diversoides Schödl, 2007
- M. diversus Smith, F., 1867
- M. doddi Santschi, 1928
- M. duyfkeni Forel, 1915
- M. excavatus Clark, 1938
- M. fenestratus Smith, F., 1867
- M. ferrugineus Crawley, 1922
- M. froggatti Forel, 1913
- M. glaber Arnold, 1926
- M. hilli Crawley, 1922
- M. hirsutus Mayr, 1876
- M. hoplites Taylor, 2006
- M. hospes Forel, 1910
- M. inermis Emery, 1895
- M. laeviventris Emery, 1889
- M. leveillei Emery, 1883
- M. levis Donisthorpe, 1942
- M. linae Santschi, 1928
- M. loebli Schödl, 1998
- M. magrettii André, 1884
- M. malaysianus Schödl, 1998
- M. mars Forel, 1902
- M. mayri Forel, 1910
- M. mcarthuri Schödl, 2007
- M. minimus Crawley, 1922
- M. minor Forel, 1902

- M. mjobergi Forel, 1915
- M. montanus Schödl, 1998
- M. mucronatus Smith, F., 1857
- M. naitsabes Schödl, 2007
- M. nanus André, 1892
- M. nepalensis Schödl, 1998
- M. niger Donisthorpe, 1949
- M. occidentalis Schödl, 2007
- M. oceanicus Smith, F., 1862
- M. orientalis Schödl, 2007
- M. oxleyi Forel, 1915
- M. peringueyi Emery, 1886
- M. pubescens (Smith, F., 1853)
- M. puryi Forel, 1902
- M. radamae Forel, 1891
- M. raripilis Donisthorpe, 1938
- M. rothneyi Forel, 1902
- M. rugosus Crawley, 1922
- M. sabronensis Donisthorpe, 1941
- M. schoedli Taylor, 2006
- M. similis Viehmeyer, 1922
- M. snellingi Schödl, 2007
- M. spininodis Arnold, 1917
- M. spinosus Smith, F., 1859
- M. sthenus Bolton, 1981
- M. sylvarius Boudinot & Fisher, 2013
- M. taurus Schödl, 2007
- M. testudineus McAreavey, 1956
- M. tricuspidatus Schödl, 2007
- M. unicolor Forel, 1902
- M. variabilis Schödl, 2007
- M. vestigator Smith, F., 1876
- M. wilsoni Schödl, 2007